# Susan Sarandon
Susan Sarandon (geboren als Susan Abigail Tomalin, Jackson Heights (Queens, New York), 4 oktober 1946) is een Amerikaans filmactrice. Voor haar rol in Dead Man Walking won ze in 1996 een Academy Award, nadat ze daar vier keer eerder voor genomineerd was. Daarnaast kreeg ze nog meer dan 35 acteerprijzen toegekend, waaronder een BAFTA Award (voor The Client).
Sarandon kreeg in 2002 een ster op de Hollywood Walk of Fame.

## Biografie
Sarandon komt uit een katholiek gezin van negen kinderen. Haar vader is Phillip Tomalin afkomstig uit Wales en haar moeder is Lenora Marie Criscione, die van Italiaanse afkomst is.
In 1969 trouwde ze met de acteur Chris Sarandon. Toen ze halverwege de jaren 70 bekend werd en van hem scheidde, bleef ze zijn achternaam dragen.

### Privé
Ze kreeg in 1985 een dochter Eva Amurri met Franco Amurri.
Van 1986 tot 2009 vormde Sarandon een paar met Tim Robbins, met wie ze in 1989 zoon Jack Henry Robbins en in 1992 zoon Miles Robbins kreeg. Samen met Robbins zette Sarandon zich vaak in voor politieke doelstellingen. Op 24 december 2009 maakte een woordvoerder bekend dat zij en Tim Robbins sinds de zomer van 2009 geen koppel meer vormen.
Sarandons dochter volgde in 1992 in haar moeders voetsporen toen ze haar filmdebuut maakte met een klein rolletje in haar moeders film Bob Roberts. Ze waren ook allebei te zien in Dead Man Walking, Anywhere But Here, The Banger Sisters en Middle of Nowhere.

### Politieke stellingname
Sarandon heeft in haar filmcarrière herhaaldelijk en openlijk stelling genomen in politieke en morele kwesties. Op 11 oktober 2021 twitterde zij uitgebreid ter gelegenheid van de door president Joe Biden van de VS ingestelde "Dag van de Inheemse Volken" (US Indigenous Day). Zij nam het daarin op voor de rechten van de Amerikaanse inheemse volken en voor de rechten van de Palestijnen (in de staat Israël, in de door deze staat bezette Palestijnse gebieden en in de diverse vluchtelingenkampen). In mei 2021 nam zij het bijvoorbeeld op voor Palestijnen (Sheik Jarrah, bombardementen Gazastrook).

## Filmografie
| - 2023 – Blue Beetle - 2023 – Maybe I Do - 2021 – Jolt - 2019 – Blackbird - 2019 – The Jesus Rolls - 2018 – Viper Club - 2018 – The Death and Life of John F. Donovan - 2017 – Feud - 2017 – A Bad Moms Christmas - 2015 – The Meddler - 2014 – The Calling - 2014 – Tammy - 2014 – Ping Pong Summer - 2013 – Irwin & Fran - 2013 – The Last of Robin Hood - 2013 – The Big Wedding - 2013 – Snitch - 2012 – The Company You Keep - 2012 – Cloud Atlas - 2012 – Arbitrage - 2011 – Jeff Who Lives at Home - 2010 – Wall Street: Money Never Sleeps - 2010 – Peacock - 2009 – The Lovely Bones - 2009 – The Greatest - 2008 – Middle of Nowhere - 2008 – Speed Racer - 2007 – Enchanted - 2007 – Emotional Arithmetic - 2007 – Mr. Woodcock - 2007 – In the Valley of Elah - 2006 – Bernard and Doris - 2006 – Irresistible - 2005 – Elizabethtown - 2005 – Romance & Cigarettes - 2004 – Alfie - 2004 – Shall We Dance? - 2004 – Noel - 2003 – Ice Bound - 2002 – The Banger Sisters - 2002 – Little Miss Spider - 2002 – Moonlight Mile - 2002 – Igby Goes Down - 2001 – Cats & Dogs (stem) - 2000 – Rugrats in Paris: The Movie - Rugrats II (stem) - 2000 – Joe Gould's Secret | - 1999 – Anywhere But Here - 1999 – Cradle Will Rock - 1999 – Our Friend, Martin (stem) - 1998 – Twilight - 1998 – Stepmom - 1998 – Illuminata - 1998 – For Love of Julian (stem verteller) - 1997 – The Need to Know (stem verteller) - 1996 – James and the Giant Peach (stem) - 1995 – Dead Man Walking - 1994 – Safe Passage - 1994 – Little Women - 1994 – School of the Americas Assassins (stem verteller) - 1994 – The Client - 1992 – Lorenzo's Oil - 1992 – Bob Roberts - 1992 – Light Sleeper - 1991 – Thelma & Louise - 1990 – White Palace - 1989 – January Man - 1989 – A Dry White Season - 1988 – Bull Durham - 1988 – Sweet Hearts Dance - 1987 – The Witches of Eastwick - 1985 – Compromising Positions - 1984 – The Buddy System - 1983 – The Hunger - 1982 – Tempest - 1980 – Atlantic City - 1980 – Loving Couples - 1979 – Something Short of Paradise - 1978 – King of the Gypsies - 1978 – Pretty Baby - 1977 – The Last of the Cowboys - 1977 – The Other Side of Midnight - 1977 – Checkered Flag or Crash - 1976 – One Summer Love - 1976 – Dragonfly - 1975 – The Rocky Horror Picture Show - 1975 – The Great Waldo Pepper - 1974 – Lovin' Molly - 1974 – The Front Page - 1971 – La mortadella (aka Lady Liberty) - 1971 – Fleur bleue (aka The Apprentice) - 1969 – Joe |